# 20e étape du Tour de France 1985
Pour un article plus général, voir Tour de France 1985.
La 20e étape du Tour de France 1985 a eu lieu le 19 juillet 1985 entre Montpon-Ménestérol et Limoges, en France, à travers les départements de la Dordogne et de la Haute-Vienne, sur une distance de 225 km.
La course est remportée en solitaire par le coureur néerlandais Johan Lammerts en 5 h 53 min 10 s. Le Français Bernard Hinault, arrivé avec le peloton conserve le maillot jaune à la veille du contre la montre individuel sur le circuit du Lac de Vassivière.

## Parcours
Chef-lieu de canton du département de la Dordogne, la petite cité de Montpon-Menesterol accueille le Tour de France pour la 1re fois. Les contrôles de départ sont situés Place Clémenceau et le départ fictif est donné par les rues Jean Moulin et Général De Gaulle.   
Le parcours vallonné entre les départements de la Dordogne et de la Haute-Vienne propose 5 sprints intermédiaires « Catch » et 4 côtes de 4e catégorie. 
Après un passage à Riberac (km 33), la course passe par Nontron (km 81) avant d’entrer en Haute-Vienne par Dournazac puis Chalus (km 117,5). La fin d’étape passe par Saint-Yrieix la Perche (km 145,5), Meuzac (km 169) puis Eyjeaux (km 204) avant l’entrée à Limoges (km 216,5). 
Les arrivées sont jugées Boulevard de Beaublanc, à hauteur de l’entrée principale du Parc Municipal des Sports vaste complexe sportif comprenant divers terrains de sports annexes, la piscine nordique fait par l'architecte André Pécaud (1902-1991), ainsi que le palais des sports de Beaublanc, lieu de résidence de l'équipe de basket du CSP Limoges. Ligne droite terminale de 350 mètres en légère montée. 
Sprints intermédiaires :
- Km 28 : Vaixans
- Km 105: Les Trois Cerisiers
- Km 145,5: Saint-Yrieix la Perche
- Km 178: Saint-Germain les Belles
- Km 211,5: Feytiat

Cols et côtes:
- Km 37: Côte de la Fayolle (4e catégorie)
- Km 86: Côte du Bandiat (4e catégorie)
- Km 142: Côte de Pierrebrune (4e catégorie)
- Km 184: Côte de Siardeix (4e catégorie)

## Résultats

### Classement de l'étape
| \| Classement de l'étape \| Classement de l'étape \| Classement de l'étape \| Classement de l'étape \| Classement de l'étape \| \| Coureur \| Coureur \| Pays \| Équipe \| Temps \| \| --------------------- \| --------------------- \| --------------------- \| ------------------------- \| --------------------- \| \| 1er \| Johan Lammerts \| Pays-Bas \| Panasonic-Raleigh \| 5 h 53 min 10 s \| \| 2e \| Kim Andersen \| Danemark \| La Vie claire-Radar \| + 21 s \| \| 3e \| Ludo Peeters \| Belgique \| Kwantum Hallen-Decosol \| + 22 s \| \| 4e \| Rudy Dhaenens \| Belgique \| Hitachi-Splendor \| + 22 s \| \| 5e \| Giancarlo Perini \| Italie \| Carrera-Inoxpran \| + 22 s \| \| 6e \| Leo van Vliet \| Pays-Bas \| Kwantum Hallen-Decosol \| + 52 s \| \| 7e \| Theo de Rooij \| Pays-Bas \| Panasonic-Raleigh \| + 52 s \| \| 8e \| Bernard Hinault \| France \| La Vie claire-Radar \| + 52 s \| \| 9e \| Benny Van Brabant \| Belgique \| Tönissteiner-TW Rock-BASF \| + 52 s \| \| 10e \| Thierry Claveyrolat \| France \| La Redoute-Cycles MBK \| + 54 s \| |                     |          |                           |                 |
| |                     |          |                           |                 |
| |                     |          |                           |                 |
| Classement de l'étape |                     |          |                           |                 |
| Coureur | Coureur             | Pays     | Équipe                    | Temps           |
| 1er | Johan Lammerts      | Pays-Bas | Panasonic-Raleigh         | 5 h 53 min 10 s |
| 2e | Kim Andersen        | Danemark | La Vie claire-Radar       | + 21 s          |
| 3e | Ludo Peeters        | Belgique | Kwantum Hallen-Decosol    | + 22 s          |
| 4e | Rudy Dhaenens       | Belgique | Hitachi-Splendor          | + 22 s          |
| 5e | Giancarlo Perini    | Italie   | Carrera-Inoxpran          | + 22 s          |
| 6e | Leo van Vliet       | Pays-Bas | Kwantum Hallen-Decosol    | + 52 s          |
| 7e | Theo de Rooij       | Pays-Bas | Panasonic-Raleigh         | + 52 s          |
| 8e | Bernard Hinault     | France   | La Vie claire-Radar       | + 52 s          |
| 9e | Benny Van Brabant   | Belgique | Tönissteiner-TW Rock-BASF | + 52 s          |
| 10e | Thierry Claveyrolat | France   | La Redoute-Cycles MBK     | + 54 s          |

### Points attribués
| Arrivée de l’étape | Arrivée de l’étape | Arrivée de l’étape | Arrivée de l’étape          | Arrivée de l’étape |
| ------------------ | ------------------ | ------------------ | --------------------------- | ------------------ |
|                    | Coureur            | Pays               | Équipe                      | Point(s)           |
| 1er                | Johan Lammerts     | Pays-Bas           | Panasonic-Raleigh           | 25                 |
| 2e                 | Kim Andersen       | Danemark           | La Vie Claire-Radar         | 24                 |
| 3e                 | Ludo Peeters       | Belgique           | Kwantum Hallen-Decosol-Yoko | 23                 |
| 4e                 | Rudy Dhaenens      | Belgique           | Hitachi-Splendor            | 22                 |
| 5e                 | Giancarlo Perini   | Italie             | Carrera-Inoxpran            | 21                 |
| modifier           |                    |                    |                             |                    |

### Points sprints intermédiaires « Catch » attribués
| Sprint intermédiaire Catch Vaixans (km 28) | Sprint intermédiaire Catch Vaixans (km 28) | Sprint intermédiaire Catch Vaixans (km 28) | Sprint intermédiaire Catch Vaixans (km 28) | Sprint intermédiaire Catch Vaixans (km 28) |
| ------------------------------------------ | ------------------------------------------ | ------------------------------------------ | ------------------------------------------ | ------------------------------------------ |
|                                            | Coureur                                    | Pays                                       | Équipe                                     | Point(s)                                   |
| 1er                                        | Henri Manders                              | Pays-Bas                                   | Kwantum Hallen-Decosol-Yoko                | 12                                         |
| 2e                                         | Eduardo Chozas                             | Espagne                                    | Reynolds-TS Batteries                      | 8                                          |
| 3e                                         | Carlos Mario Jaramillo                     | Colombie                                   | Varta-Café de Colombia-Mavic               | 4                                          |
| modifier                                   |                                            |                                            |                                            |                                            |

| Sprint intermédiaire Catch Les Trois Cerisiers (km 105) | Sprint intermédiaire Catch Les Trois Cerisiers (km 105) | Sprint intermédiaire Catch Les Trois Cerisiers (km 105) | Sprint intermédiaire Catch Les Trois Cerisiers (km 105) | Sprint intermédiaire Catch Les Trois Cerisiers (km 105) |
| ------------------------------------------------------- | ------------------------------------------------------- | ------------------------------------------------------- | ------------------------------------------------------- | ------------------------------------------------------- |
|                                                         | Coureur                                                 | Pays                                                    | Équipe                                                  | Point(s)                                                |
| 1er                                                     | Greg LeMond                                             | États-Unis                                              | La Vie Claire-Wonder-Radar                              | 12                                                      |
| 2e                                                      | Eduardo Chozas                                          | Espagne                                                 | Reynolds-TS Batteries                                   | 8                                                       |
| 3e                                                      | Adrie van der Poel                                      | Pays-Bas                                                | Kwantum Hallen-Decosol-Yoko                             | 4                                                       |
| modifier                                                |                                                         |                                                         |                                                         |                                                         |

| Sprint intermédiaire Catch Saint-Yrieix la Perche (km 145,5) | Sprint intermédiaire Catch Saint-Yrieix la Perche (km 145,5) | Sprint intermédiaire Catch Saint-Yrieix la Perche (km 145,5) | Sprint intermédiaire Catch Saint-Yrieix la Perche (km 145,5) | Sprint intermédiaire Catch Saint-Yrieix la Perche (km 145,5) |
| ------------------------------------------------------------ | ------------------------------------------------------------ | ------------------------------------------------------------ | ------------------------------------------------------------ | ------------------------------------------------------------ |
|                                                              | Coureur                                                      | Pays                                                         | Équipe                                                       | Point(s)                                                     |
| 1er                                                          | Adrie van der Poel                                           | Pays-Bas                                                     | Kwantum Hallen-Decosol-Yoko                                  | 12                                                           |
| 2e                                                           | Greg LeMond                                                  | États-Unis                                                   | La Vie Claire-Wonder-Radar                                   | 8                                                            |
| 3e                                                           | Philippe Lauraire                                            | France                                                       | Fagor                                                        | 4                                                            |
| modifier                                                     |                                                              |                                                              |                                                              |                                                              |

| Sprint intermédiaire Catch Saint-Germain les Belles (km 178) | Sprint intermédiaire Catch Saint-Germain les Belles (km 178) | Sprint intermédiaire Catch Saint-Germain les Belles (km 178) | Sprint intermédiaire Catch Saint-Germain les Belles (km 178) | Sprint intermédiaire Catch Saint-Germain les Belles (km 178) |
| ------------------------------------------------------------ | ------------------------------------------------------------ | ------------------------------------------------------------ | ------------------------------------------------------------ | ------------------------------------------------------------ |
|                                                              | Coureur                                                      | Pays                                                         | Équipe                                                       | Point(s)                                                     |
| 1er                                                          | Steve Bauer                                                  | Canada                                                       | La Vie Claire-Wonder-Radar                                   | 12                                                           |
| 2e                                                           | Jelle Nijdam                                                 | Pays-Bas                                                     | Kwantum Hallen-Decosol-Yoko                                  | 8                                                            |
| 3e                                                           | Eduardo Chozas                                               | Espagne                                                      | Reynolds-TS Batteries                                        | 4                                                            |
| modifier                                                     |                                                              |                                                              |                                                              |                                                              |

| Sprint intermédiaire Catch Feytiat (km 211,5) | Sprint intermédiaire Catch Feytiat (km 211,5) | Sprint intermédiaire Catch Feytiat (km 211,5) | Sprint intermédiaire Catch Feytiat (km 211,5) | Sprint intermédiaire Catch Feytiat (km 211,5) |
| --------------------------------------------- | --------------------------------------------- | --------------------------------------------- | --------------------------------------------- | --------------------------------------------- |
|                                               | Coureur                                       | Pays                                          | Équipe                                        | Point(s)                                      |
| 1er                                           | Johan Lammerts                                | Pays-Bas                                      | Panasonic-Raleigh                             | 12                                            |
| 2e                                            | Ludo Peeters                                  | Belgique                                      | Kwantum Hallen-Decosol-Yoko                   | 8                                             |
| 3e                                            | Giancarlo Perini                              | Italie                                        | Carrera-Inoxpran                              | 4                                             |
| modifier                                      |                                               |                                               |                                               |                                               |

### Cols et côtes
| Côte de la Fayolle (km 37) 4e catégorie | Côte de la Fayolle (km 37) 4e catégorie | Côte de la Fayolle (km 37) 4e catégorie | Côte de la Fayolle (km 37) 4e catégorie | Côte de la Fayolle (km 37) 4e catégorie |
| --------------------------------------- | --------------------------------------- | --------------------------------------- | --------------------------------------- | --------------------------------------- |
|                                         | Coureur                                 | Pays                                    | Équipe                                  | Point(s)                                |
| 1er                                     | Martin Earley                           | Irlande                                 | Fagor                                   | 4                                       |
| 2e                                      | Claudio Fasolo                          | Italie                                  | Santini-Selle Italia-Conti-Galli        | 2                                       |
| 3e                                      | Gilles Mas                              | France                                  | Skil-Sem-Kas-Miko:                      | 1                                       |
| modifier                                |                                         |                                         |                                         |                                         |

| Côte du Bandiat (km 86) 4e catégorie | Côte du Bandiat (km 86) 4e catégorie | Côte du Bandiat (km 86) 4e catégorie | Côte du Bandiat (km 86) 4e catégorie | Côte du Bandiat (km 86) 4e catégorie |
| ------------------------------------ | ------------------------------------ | ------------------------------------ | ------------------------------------ | ------------------------------------ |
|                                      | Coureur                              | Pays                                 | Équipe                               | Point(s)                             |
| 1er                                  | Anselmo Fuerte                       | Espagne                              | Zor-Novotel                          | 4                                    |
| 2e                                   | Robert Millar                        | Royaume-Uni                          | Peugeot-Shell-Michelin               | 2                                    |
| 3e                                   | Claudio Fasolo                       | Italie                               | Santini-Selle Italia-Conti-Galli     | 1                                    |
| modifier                             |                                      |                                      |                                      |                                      |

| Côte de Pierrebrune (km 142) 4e catégorie | Côte de Pierrebrune (km 142) 4e catégorie | Côte de Pierrebrune (km 142) 4e catégorie | Côte de Pierrebrune (km 142) 4e catégorie | Côte de Pierrebrune (km 142) 4e catégorie |
| ----------------------------------------- | ----------------------------------------- | ----------------------------------------- | ----------------------------------------- | ----------------------------------------- |
|                                           | Coureur                                   | Pays                                      | Équipe                                    | Point(s)                                  |
| 1er                                       | Ludo De Keulenaer                         | Belgique                                  | Panasonic-Raleigh                         | 4                                         |
| 2e                                        | René Bittinger                            | France                                    | Skil-Sem-Kas-Miko                         | 2                                         |
| 3e                                        | Robert Millar                             | Royaume-Uni                               | Peugeot-Shell-Michelin                    | 1                                         |
| modifier                                  |                                           |                                           |                                           |                                           |

| Côte de Siardeix (km 184) 4e catégorie | Côte de Siardeix (km 184) 4e catégorie | Côte de Siardeix (km 184) 4e catégorie | Côte de Siardeix (km 184) 4e catégorie | Côte de Siardeix (km 184) 4e catégorie |
| -------------------------------------- | -------------------------------------- | -------------------------------------- | -------------------------------------- | -------------------------------------- |
|                                        | Coureur                                | Pays                                   | Équipe                                 | Point(s)                               |
| 1er                                    | Jean-Claude Bagot                      | France                                 | Fagor                                  | 4                                      |
| 2e                                     | Dominique Arnaud                       | France                                 | La Vie Claire-Wonder-Radar             | 2                                      |
| 3e                                     | Niki Rüttimann                         | Suisse                                 | La Vie Claire-Wonder-Radar             | 1                                      |
| modifier                               |                                        |                                        |                                        |                                        |

## Classements à l'issue de l'étape

### Classement général
| \| Classement général \| Classement général \| Classement général \| Classement général \| Classement général \| \| Coureur \| Coureur \| Pays \| Équipe \| Temps \| \| ------------------ \| ------------------ \| ------------------ \| ---------------------------- \| ------------------ \| \| 1er \| Bernard Hinault \| France \| La Vie claire-Radar \| 107 h 07 min 31 s \| \| 2e \| Greg LeMond \| États-Unis \| La Vie claire-Radar \| + 1 min 59 s \| \| 3e \| Stephen Roche \| Irlande \| La Redoute-Cycles MBK \| + 3 min 35 s \| \| 4e \| Sean Kelly \| Irlande \| Skil-Sem-Kas-Miko \| + 5 min 37 s \| \| 5e \| Phil Anderson \| Australie \| Panasonic-Raleigh \| + 7 min 18 s \| \| 6e \| Pedro Delgado \| Espagne \| Seat-Orbea \| + 8 min 26 s \| \| 7e \| Luis Herrera \| Colombie \| Varta-Café de Colombia-Mavic \| + 8 min 50 s \| \| 8e \| Fabio Parra \| Colombie \| Varta-Café de Colombia-Mavic \| + 10 min 11 s \| \| 9e \| Eduardo Chozas \| Espagne \| Reynolds \| + 10 min 50 s \| \| 10e \| Niki Rüttimann \| Suisse \| La Vie claire-Radar \| + 12 min 14 s \| |                 |            |                              |                   |
| |                 |            |                              |                   |
| |                 |            |                              |                   |
| Classement général |                 |            |                              |                   |
| Coureur | Coureur         | Pays       | Équipe                       | Temps             |
| 1er | Bernard Hinault | France     | La Vie claire-Radar          | 107 h 07 min 31 s |
| 2e | Greg LeMond     | États-Unis | La Vie claire-Radar          | + 1 min 59 s      |
| 3e | Stephen Roche   | Irlande    | La Redoute-Cycles MBK        | + 3 min 35 s      |
| 4e | Sean Kelly      | Irlande    | Skil-Sem-Kas-Miko            | + 5 min 37 s      |
| 5e | Phil Anderson   | Australie  | Panasonic-Raleigh            | + 7 min 18 s      |
| 6e | Pedro Delgado   | Espagne    | Seat-Orbea                   | + 8 min 26 s      |
| 7e | Luis Herrera    | Colombie   | Varta-Café de Colombia-Mavic | + 8 min 50 s      |
| 8e | Fabio Parra     | Colombie   | Varta-Café de Colombia-Mavic | + 10 min 11 s     |
| 9e | Eduardo Chozas  | Espagne    | Reynolds                     | + 10 min 50 s     |
| 10e | Niki Rüttimann  | Suisse     | La Vie claire-Radar          | + 12 min 14 s     |

### Classement par points
| Classement par points | Classement par points | Classement par points | Classement par points | Classement par points |
| Coureur               | Coureur               | Pays                  | Équipe                | Points                |
| --------------------- | --------------------- | --------------------- | --------------------- | --------------------- |
| 1er                   | Sean Kelly            | Irlande               | Skil-Sem-Kas-Miko     | 388 pts               |
| 2e                    | Greg LeMond           | États-Unis            | La Vie claire-Radar   | 307 pts               |
| 3e                    | Stephen Roche         | Irlande               | La Redoute-Cycles MBK | 258 pts               |
| 4e                    | Bernard Hinault       | France                | La Vie claire-Radar   | 242 pts               |
| 5e                    | Eric Vanderaerden     | Belgique              | Panasonic-Raleigh     | 238 pts               |

### Classement du meilleur grimpeur
| Classement de la montagne | Classement de la montagne | Classement de la montagne | Classement de la montagne    | Classement de la montagne |
| Coureur                   | Coureur                   | Pays                      | Équipe                       | Points                    |
| ------------------------- | ------------------------- | ------------------------- | ---------------------------- | ------------------------- |
| 1er                       | Luis Herrera              | Colombie                  | Varta-Café de Colombia-Mavic | 440 pts                   |
| 2e                        | Robert Millar             | Royaume-Uni               | Peugeot-Shell-Michelin       | 257 pts                   |
| 3e                        | Pedro Delgado             | Espagne                   | Seat-Orbea                   | 242 pts                   |
| 4e                        | Greg LeMond               | États-Unis                | La Vie claire-Radar          | 213 pts                   |
| 5e                        | Reynel Montoya            | Colombie                  | Varta-Café de Colombia-Mavic | 190 pts                   |

### Classement des sprints intermédiaires
| Classement des sprints | Classement des sprints | Classement des sprints | Classement des sprints | Classement des sprints |
| Coureur                | Coureur                | Pays                   | Équipe                 | Points                 |
| ---------------------- | ---------------------- | ---------------------- | ---------------------- | ---------------------- |
| 1er                    | Jozef Lieckens         | Belgique               | Lotto-Merckx           | 162 pts                |
| 2e                     | Eduardo Chozas         | Espagne                | Reynolds               | 63 pts                 |
| 3e                     | Sean Kelly             | Irlande                | Skil-Sem-Kas-Miko      | 59 pts                 |